# Cédille
Vous lisez un « article de qualité » labellisé en 2005.
Cette page contient des caractères spéciaux ou non latins. S’ils s’affichent mal (▯, ?, etc.), consultez la page d’aide Unicode.
La cédille ‹ ◌̧ › (de l'espagnol cedilla, « petit z ») est un diacritique de l'alphabet latin. Elle ne se place en français que sous la lettre c, autant sous une minuscule que sous une majuscule : ç, Ç.
Elle est utilisée par plusieurs autres langues sous différentes lettres. On peut voir une certaine ressemblance avec le chiffre 5 dont la barre supérieure aurait été supprimée.
Historiquement, la cédille espagnole (et, par extension géographique, portugaise et catalane puis française et occitane) ne se plaçait que sous un c provenant, entre autres possibilités, d'un c latin palatalisé. Elle formait alors la lettre ç (« c cédille »), prononcée à l'origine /ts/ puis /s/ (et parfois /z/ entre voyelles).

## Histoire
La graphie actuelle de la cédille est issue de l'écriture gothique ou wisigothique médiévale ‹ ꝣ ›. L'utilisation de ce signe est due aux limitations de l'alphabet latin. Le nom provient de l'espagnol et apparaît au XVIIe siècle, il signifie petit z (le c remplaçant en espagnol le z devant un e). Sous le c, la cédille manuscrite se développera sous trois formes successives : z diacritique, puis z cédillé (souscrit et parfois suscrit), et enfin c cédille. Quant au e caudata, son évolution n'aurait rien à voir avec la cédille.

### Dans les manuscrits

#### Lec cédille
Le phonème palatal /ts/ des langues romanes est issu du c /k/ latin palatalisé puis assibilé. Devant les voyelles qui auraient amené à une prononciation non palatalisée et donc erronée (/k/ devant a, o et u), on notait le phonème de différentes manières afin qu’il corresponde à la « nouvelle » prononciation : soit simplement c, ce ou cz (e et z servent de lettres diacritiques). Ceo et czo doivent alors se lire /tso/ : le e et le z diacritiques permettent de ne pas lire /ko/.
C’est cette dernière notation qui est utilisée en français dès le premier manuscrit littéraire en langue française, la Cantilène de sainte Eulalie (datant de 881 et comportant 29 vers), et ceci une seule fois, au vers 21 :

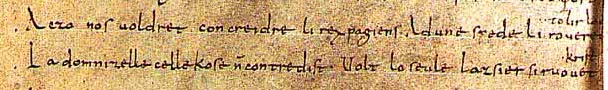
A czo noſ uoldret concreidre li rex pagienſ.
Ad une ſpede li roueret toilir lo chief.
—Cantilène de sainte Eulalie, v. 21 et 22,

D’après Greimas (2001) , le démonstratif ço apparaît dans cette cantilène de sainte Eulalie :

« ço, ceo, çou, ceu, ce démonstr. neutre (Xe s., Eulalie ; lat. pop. ecce-hoc, renforcement de hoc, ceci ; v. iço, forme tonique). »

Greimas ne donne donc que la forme ço pour cette cantilène qui a pourtant été retrouvée dès le XIXe siècle, et dont aucun des 29 vers, d'après la photo ci-dessus, ne contient de cédille. Par ailleurs le manuscrit daterait plutôt de 881, et non du « Xe siècle » (N.B. Il n'y a qu'un seul manuscrit). En revanche, Pierre Ivart analyse ainsi le czo :

« Sur tc et cz. Ces graphèmes représentent donc ts. Le cas de « czo » (V.21) est à peu près clair : le scripteur ne pouvait utiliser c seul devant o pour représenter tch, puisque devant o, c a toujours valeur de k (sauf dans les « Serments de Strasbourg », cf. supra). Il a alors recours à un graphème expérimental cz. (sic) »

Le z de czo serait donc bien un z diacritique, qui, une fois cédillé, deviendra la cédille.

Origine wisigothique de la cédille.

L’écriture wisigothique aurait en effet abrégé cette graphie vers le XIe siècle, en Espagne. En suscrivant d'abord le c au z sous sa forme ʒ puis, dans un mouvement inverse, en rendant au c sa pleine taille tandis que ʒ s’est réduit à un signe souscrit. Ainsi, le mot espagnol lancʒa /lantsa/, « lance », en est-il venu à s’écrire lança. L’utilité d'un tel signe ainsi qu’une première volonté de systématisation de la notation de /ts/ a permis l’extension éventuelle (selon les copistes) de la cédille devant les voyelles i et e (çinco, « cinq »). Ce procédé est ensuite considéré comme une forme d’hypercorrection étant donné que la lettre c seule suffit (cinq et çinq se prononcent de la même façon). Maria Selig confirme cette genèse wisigothique :

« L'histoire de la cédille et de sa propagation est bien connue aujourd'hui, de sorte que je me bornerai à une synthèse très brève. Comme résultat de l'application de la wisigothique aux nouveaux sons espagnols, le <ç>, avec un <z> souscrit (parfois suscrit) apparaît depuis les plus anciens monuments du castillan. L'usage de la cédille (<cérille) a aussi été relevé dans les plus anciennes chartes en langue provençale (d'où sa présence plus tard en catalan) et en langue française. »

Cependant, Maria Selig rappelle aussi que ce signe diacritique se répandit en Europe moins vite que sa signification, et qu’il fut en quelque sorte « récupéré » par des langues différentes pour noter des sons qui n’avaient parfois rien à voir entre eux :

« En ce qui concerne l'Italie, on sait que le <ç> est employé très tôt, mais ce qui est plus significatif, c'est que cette graphie assume deux valeurs différentes et géographiquement bien identifiables. [...] Dans le Nord de l'Italie, <ç> avait dès l'origine la valeur d'une affriquée dentale sourde [i.e. /t͡θ/]. Cette valeur semble aussi être attestée en Toscane [...]. Mais du centre de Montecassino se répand depuis les origines une deuxième valeur d'affriquée médio- ou prépalatale [i.e. /c͡ç/], qui caractérisera les documents centro-méridionaux des premières manifestations écrites [du sarde médiéval]. »

De même, il semblerait que les copistes du Moyen Âge, notamment dans les zones reculées de l’Europe littéraire (Sardaigne par exemple), aient voulu parfois imiter la cédille en lui attribuant une valeur propre lorsqu’ils ne connaissaient pas sa valeur d’origine.
Toujours est-il qu’en français, d’après Jean Dubois, la cédille est employée « dès le VIIIe siècle dans les manuscrits wisigothiques, mais elle fut peu utilisée par les scribes, qui préféraient employer une lettre supplémentaire pour noter le son sifflant de c (ils écrivaient receut, aperceut) ».
Ainsi, dans les manuscrits de la Chanson de Roland, la cédille n'est-elle pas utilisée, alors que toutes les transcriptions l'ajoutent pour plus de facilité de lecture, comme ainsi, aux vers 544-545 :

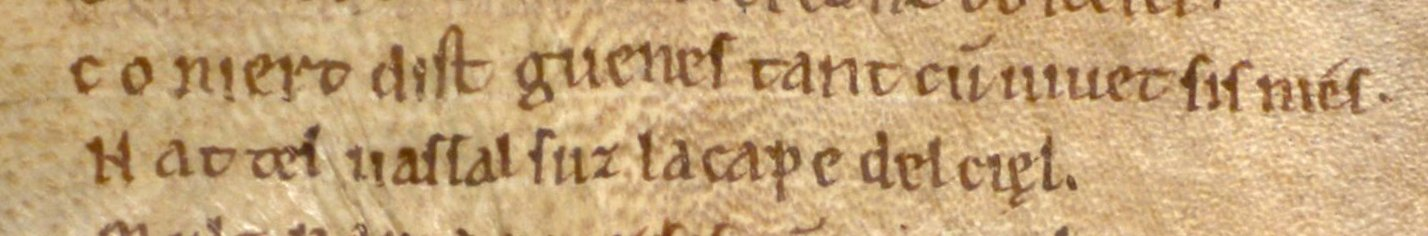
Transcription réelle :
co niert diſt gueneſ tant cũ uiuet ſiſ niéſ·
Nat tel uaſſal ſuz la cape del cięl.
Transcription de Ian Short (avec cédilles, apostrophes, etc. ajoutées ou retranchées, selon la décision du transcripteur) :
'Ço n’iert', dist Guenes, 'tant cum vivet sis niés;
N’at tel vassal suz la cape del ciel [...]'.

Le manuscrit de la Chanson ne présente pas non plus de e ni de z diacritique, comme cela était le cas dans la Cantilène de sainte Eulalie. En revanche, le manuscrit d'Oxford emploie nombre de e caudata, au mot cięl v. 545 (cf. ci-dessus), mais aussi aux vers 1156 et 1553 ; de même, sous cęl, aux vers 646 et 723.

#### Ecédillé paléographique (e caudata)

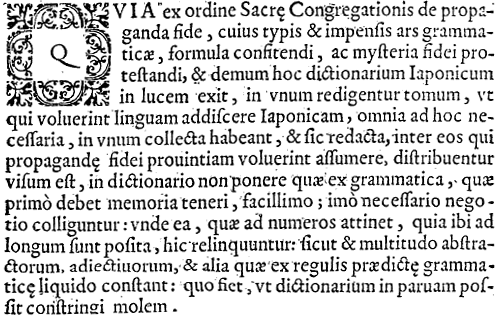
Extrait d'un livre latin publié à Rome en 1632. On trouve ci-dessus un e caudata dans les mots Sacrę, propagandę, prædictę, et grammaticę (mais on y trouve aussi grammaticæ). Le e caudata d'imprimerie a été repris, à la Renaissance, du e caudata manuscrit, bien plus ancien (comme dans la Chanson de Roland).

On trouve donc une sorte de cédille sous le e dans les manuscrits médiévaux, usage attesté dès le VIe siècle en onciale. La lettre obtenue est dite e caudata (« e doté d'une queue », dit aussi e à queue). Elle remplace plus ou moins fréquemment le digramme latin ae (écrit souvent æ par ligature, coutume qui s'est étendue par la suite) servant à noter le plus souvent un /ɛ/ ouvert (au départ long, jusqu'à ce que les oppositions de quantité vocalique n'aient plus cours) issu de l'ancienne diphtongue latine /ae̯/ (monophtonguée à partir du IIe siècle av. J.-C.). L'usage s'est poursuivi, dans les manuscrits, jusqu'au XVIIIe siècle mais n'a pas survécu à l'imprimerie :

« [le copiste de la Chanson de Roland écrivait] ciel ou cel avec un e cédillé parce que, jusqu'au XIIIe siècle, les mots latins en æ ou œ s'écrivent souvent avec un e cédillé ; reconnaissant le latin cælum sous le français cel, il se laisse aller (ce qui n'a pas de sens en français) à user d'un e cédillé (v. 545, 646, 723, 1156 et 1596). »

Il est notable que cette lettre, qu'on peut représenter ici par ę (avec un ogonek) ou ȩ (avec une cédille), ait été conservée dans la transcription des romanistes alors que c'est le digramme ae (sous la forme liée æ et nommée asch) qui l'a été dans la transcription des langues germaniques (sachant que ę était aussi utilisé dans les manuscrits du vieil anglais en onciale insulaire irlandaise).
Bien qu'on nomme ce signe cédille, c'est un anachronisme : il n'a aucun lien avec un z et il semble plutôt qu'il provienne d'un a souscrit[réf. nécessaire].
Cette cédille, d'usage divers avant l'imprimerie, peut alors servir d'indice pour la datation des manuscrits par les paléographes : par exemple, d'après le Dictionnaire de paléographie de L. Mas Latrie (1854), « les manuscrits où l'on voit l’e cédillé et non l’œ doivent être placés entre cinq et sept cents ans ». La cédille permet une précision au siècle près :

« La lettre e avec cédille pour æ paraît donc caractériser le onzième siècle. Mabillon, De Re Diplomatica, p.367, vient à l'appui de cette thèse. Il nous montre déjà ę pour ae au dixième siècle, p. e. suę pour suae, ex sacramentario Ratoldi, no 587. Mais il nous montre aussi que cet usage n'est pas encore général et cite Galliae, ex ms. codice Remigio. Ses citations de fragments du onzième siècle contiennent généralement ę pour ae. « Ex codice nostro S. Germani, 527 : sapię pour sapientiae. » Dans le douzième siècle le même savant nous fait voir ę pour oe, tandis que e sans cédille est placé pour ae. « Ex Flora Corb. no  488 et 489, pęno pour poena (commencement du douzième siècle) ; dicte ecclesie pour dictae ecclesiae. » Les chartes me fournissent les arguments les plus péremptoires et semblent prouver que e avec cédille placé pour ae dénote, lorsque l'emploi est général, le onzième siècle. »

Cf. Paléographie et Diacritiques de l'alphabet latin.

### La cédille aux débuts de l'imprimerie
L'usage manuscrit est repris en imprimerie, tout d'abord par les Espagnols et les Portugais, puis imité par l'imprimeur français Geoffroy Tory. D'après Auguste Bernard, dès 1509, « Tory proposait d'écrire avec cédille l'avant-dernier e de la troisième personne pluriel du parfait des verbes de la troisième conjugaison (emere, contendere, etc.) pour la distinguer de l'infinitif », à l'instar de ce qui avait été fait dans le Psalterium quintuplex, peu avant 1509. Si l'on suit Augustin Bernard, la cédille aurait donc été utilisé en imprimerie par Tory dès le début du XVIe siècle en latin.
La cédille en français sous forme de c cédille est défendue pour la première fois en 1529 chez le même auteur, dans l'introduction de son livre Champ fleury publié en 1529 (privilège daté du 5 septembre 1526) dont le sous-titre dit bien ses intentions : l'art et la science de la due et vraie proportion de la lettre. Il s'agit d'ailleurs du premier traité typographique en français :

« C devant O, en pronunciation et langage francois, aucunesfois est solide, comme en disant coquin, coquard, coq, coquillard; aucunesfois est exile, comme en disant garcon, macon, francois, et aultres semblables. »

Çç Çç

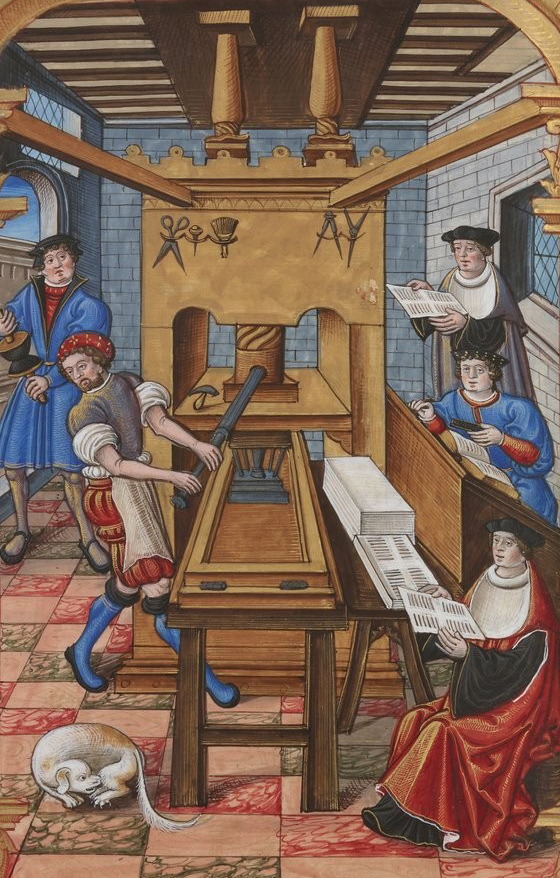
Une imprimerie du XVe siècle.

Cette défense de la cédille se fait sans application immédiate. Dans le projet de Tory, la cédille devrait servir à noter /s/ (et non plus /ts/, le phonème s'étant simplifié en français au XIIIe siècle et en castillan entre le XIVe et le XVIe siècle). La cédille fait partie des innovations de Geoffroy Tory (avec la virgule et l'apostrophe), dont le but était sans doute de faciliter la commercialisation des premiers ouvrages imprimés en français et non en latin.
Il utilise la cédille en français pour la première fois dans Le sacre et coronnement de la royne de Guillaume Bochetel publié en 1531.
D'après de nombreux auteurs, Tory généralise le c cédille dans son édition de L'Adolescence Clémentine de Clément Marot, la quatrième de cette œuvre, en 1533 : L'Adolescence clémentine avait paru pour la première fois le 12 août 1532, à Paris, chez Roffet, sans cédille, et le 7 juin 1533 chez Tory, cette fois avec cédille. En réalité, Tory avait déjà introduit la cédille au début de 1530 dans l'imprimerie, dans son opuscule Le sacre et le coronnement de la Royne, imprime par le commandement du Roy nostre Sire, et ceci par trois fois, dans les mots façon, commença et Luçon :
Du coſte de la main gauche eſtoiẽt eſleuez de ſemblable façon deux autres eſchauffaulx : & le Premier qui correspõdoit a celuy des dictz Princes, estoit ordõne pour y mectre & aſſeoir les Ambaſſadeurs (p. 10)
Et lors ſe commença a celebrer la Meſſe par Mon dict Seigneur le Cardinal de Bourbon, q fut dicte a Deux Diacres & Soubzdiacres. Les dictz Diacres furẽt les Eueſques de Chartres, et de Luçon (p. 20)
Mais l'édition de Tory de L'Adolescence clémentine en 1533 représente en fait la première réelle généralisation, dans un ouvrage connaissant le succès et destiné à un gros tirage (pour l'époque). Tory se justifie de l'emploi de la cédille, avec les mêmes arguments qu'il avait utilisés auparavant dans Champ fleury, dans l'avis qu'il donne en introduction de son édition de L'Adolescence clémentine :

« [publiée] auec certains accens notez, cest assavoir sur le é masculin different du feminim, sur les dictions joinctes ensembles par sinalephes, et soubz le ç quand il tient de la prononciation de le s, ce qui par cy devant par faulte dadvis n'a este faict au langaige françoys, combien q'uil (sic) y fust et soyt tres necessaire. »

Il faut noter à propos de cette citation de Tory que la mise en pratique de son système d'orthographe est irrégulière : absences d'apostrophe dans par faulte dadvis, apostrophe étrangement placée dans combien q'uil — mais il s'agit sans doute d'une coquille dans ce dernier cas : 

« C'est le premier ouvrage où Tory ait appliqué son système orthographique, et on s'en aperçoit à l'inexpérience des compositeurs de son imprimerie, qui, dans cet avis même, ont fait plusieurs fautes par omission ou transposition. »

À partir de cette date, la cédille est reprise par tous les imprimeurs. Avant lui, les tenants d'une orthographe étymologisante écrivent francoys. Les usages restent au départ fluctuants : dans l'édition des Œuvres poétiques de Louise Labé (Jean de Tournes, 1555, p. 101), on peut lire, dans la première « Élégie » (orthographe et typographie d'époque, avec s long) :
Ie n'aperçu que ſoudein me vint prendre
Le meſme mal que ie ſoulois reprendre:
Qui me perſa d'une telle furie,
Qu'encor n'en ſuis apres long tems guerie:
La cédille est présente dans aperçu (aperçus dans l'orthographe actuelle) mais absente dans perſa (perça), qu'on a même écrit avec un s pour éviter perca. De là, l'usage du « c à queue » (tel est son premier nom) se répand en France. Mais c'est au XVIIe siècle que son usage devient réellement courant.
En espagnol, son usage est abandonné au XVIIIe siècle (ç étant remplacé par z ou c simple devant e et i) alors que /ts/ s'est simplifié en /s/ entre le XIVe et le XVIe siècle puis en /θ/ au XVIIe siècle. Les autres langues proches (catalan, français, portugais) la conservent néanmoins.

### La cédille après la Renaissance
L'introduction (puis le maintien) d'un tel caractère dans l'écriture du français fut une manière efficace et consensuelle de régler définitivement le problème de la prononciation ambiguë du c latin. En effet, si le c précède un a, un o ou un u il est prononcé /k/ ; s'il précède une autre voyelle il est prononcé /s/. Ainsi, le signe permet d'éviter de renoncer aux liens avec le passé et préserve la cohérence graphique de la langue en rendant l'écriture moins ambiguë. La présence de la cédille dans un mot ou une forme, garde visible les rapports avec l'étymon et les dérivés ou les autres formes.
Pour Albert Dauzat, « la simplification d'une orthographe irrationnelle cadrait avec les tendances du XVIIe siècle, épris de clarté et de raison. De nombreux écrivains réclament la réforme [...] ». La cédille fut donc un enjeu des nombreux projets de réformes orthographiques de la langue française.

#### Letcédille en français
Au sujet de ces tentatives de réforme orthographique, l'histoire du t cédille en français est exemplaire.
En 1663, dans Rome la ridicule, Caprice de Saint Amant, l’imprimeur et correcteur des Elzevier à Amsterdam, Simon Moinet, utilise la cédille sous la lettre t en français (il écrit par exemple invanţion).
En 1766, l'abbé de Petity, prédicateur de la reine, avait proposé l'utilisation de la cédille sous le t pour différencier les cas où il se lit /t/ de ceux où on le prononce /s/ : 

« On pourroit encore tirer un autre service de la cédille en faveur des Enfants & des Étrangers, qui sont souvent embarrassés sur la manière dont ils doivent prononcer le t dans certains mots ; ce seroit, d’appliquer ce signe à cette lettre, quand elle a la valeur du s ; comme dans les mots minutie, portion, faction, quotien, etc. par cet expédient, sa prononciation seroit réglée ; & l’on ne confondroit plus les cas, où elle a sa valeur naturelle ; comme dans les mots, partie, question, digestion, chrétien. Quand il en coûte si peu, pour rémédier à des imperfections ; c’est vouloir gratuitement les éterniser, que de les laisser subsister. »

La cédille en français, un signe diacritique qui faillit permettre une simplification importante de l'orthographe française.

On peut noter qu'Ambroise Firmin-Didot, dans ses Observations sur l'orthographe, ou ortografie, française (1868) avait proposé à l'Académie française un même projet de réforme visant à introduire un t cédille, ţ (selon votre configuration, il est possible que vous voyiez une virgule au lieu d'une cédille), dans les mots où t se lit /s/ devant i, ce qui aurait fait disparaître un grand nombre d'irrégularités dans les graphies (nous adoptions ~ les adoptions, pestilence ~ pestilentiel, il différencie ~ il balbutie. On aurait ainsi écrit : les adopţions, pestilenciel (c étant préféré pour mieux s'accorder à la base pestilence), il différencie, il balbuţie.
En fait, comme l'auteur le signale, les grammairiens de Port-Royal avaient déjà proposé avant lui une telle amélioration (au moyen d'un t à point souscrit : les adopṭions). Le projet est resté lettre morte.

#### Açhille,çhien,çheval: les propositions de Nicolas Beauzée
Dans le même esprit que celui de Firmin-Didot, la généralisation des c et t cédille fut défendue par un grammairien des Lumières comme Nicolas Beauzée. Ainsi, d'après l'encyclopédiste du XIXe siècle B. Jullien, 

« [le célèbre grammairien Nicolas Beauzée], qui s'est beaucoup occupé des modifications à introduire dans notre orthographe, afin de la régulariser, voulait généraliser l'emploi de la cédille, et il en tirait un parti tellement avantageux, qu'il est bien à regretter que l'académie ne se soit pas emparée de ce projet afin de l'introduire dans notre écriture. — Selon Beauzée, la cédille devrait indiquer non seulement pour le c, mais pour les autres lettres quand il y aurait lieu, et notamment pour le t, le passage du son sec au son sifflant. Cela étant, une simple cédille faisait disparaître certaines différences d'orthographe que rien ne justifie. — Ainsi on écrit monarque par un qu, et monarchie par ch ; Beauzée proposait que le ch écrit sans cédille se prononçât toujours k, et que le ch  sifflant, celui de chien et de cheval, s'écrivît par un ç cédille, çhien, çheval : alors on devait écrire monarche et monarçhie : l'étymologie était conservée, et la prononciation exactement peinte. — Nous écrivons chœur et nous prononçons kœur ; nous écrivons et nous prononçons chose ; et cette diversité de prononciation est souvent un embarras pour ceux qui ne savent pas le français ; selon Beauzée, on devrait écrire chœur et çhose, Achaïe et Açhille, Michel-Ange et arçhevêque, et ainsi de suite ; remarquez que c'est à peine un changement dans l'orthographe, ce n'est qu'une addition extrêmement légère, et qui pourtant aurait pour tous les plus heureux résultats. Comment le corps établi pour diriger la langue française ne fait-il pas tous ses efforts pour faire adopter des corrections si sages ? — Beauzée étendait avec beaucoup de raison à la lettre t l'application de la cédille. On sait en effet que cette lettre prend très-souvent en français le son sifflant de l’s, sans qu'il y ait pour cela aucune règle générale. Ainsi nous portions et des portions, nous inventions et des inventions, s'écrivent absolument de même, et se prononcent différemment ; Beauzée proposait qu'on mît la cédille sous le t prononcé s ; aussitôt toute difficulté disparaissait, et l'étymologie était conservée. La même chose devait avoir lieu dans tous ces mots, comme minutie, calvitie, etc., où le t prend le son de s, et, par réciprocité, on aurait pu plus tard ramener le c cédille dans quelques mots d'où il a disparu mal à propos, pour faire place au c. Tel est par exemple mince venu de minutus, accourcir venu de court, où le c qui n'est pas dans le radical a été, par la force de la prononciation, substitué au t que l'étymologie demandait. — On pourrait multiplier ces exemples ; il me suffit d'avoir montré comment on pourrait introduire successivement dans notre orthographe quelques changements parfaitement rationnels, qui au bout de peu de temps la rendraient régulière, et ne choqueraient pourtant pas l'usage. Assurément ce serait un beau service à rendre à notre langue. »

Par ailleurs, il aurait été possible d'écrire les mots lança et français avec le signe s puisque le phonème /ts/ n'existait plus à l'époque de l'emprunt de la cédille. Le phonème s'était même confondu avec les autres /s/. Mais c'est l'aspect visuel et étymologisant du mot qui s'est imposé. L'écriture *lansa aurait introduit une alternance gênante : *il lansa ~ ils lancèrent. Dans d'autres langues, comme l'espagnol, l'écriture d'un verbe conjugué peut être incohérente : on écrit maintenant lanzar en se « coupant » de l'étymologie latine lanceare, que révélait plus explicitement lançar (mais on la retrouve lors de l'alternance avec lance au subjonctif présent).
Outre le maintien d'une cohérence étymologique visuelle, la cédille permet aussi, dans certains cas, de régler des problèmes d'écriture du son /s/ issu de /k/. Par exemple, reçu, garde un lien avec recevoir, mais, surtout, ne pourrait pas être écrit d'une autre manière : *resu serait lu /rəzy/ et *ressu /resy/. De même pour leçon et d'autres mots dans lesquels un e caduc est suivi du phonème /s/. Dans d'autres cas, le c sans cédille est maintenu. Le maintien d’un c dans ces mots s’explique par un archaïsme orthographique : l’étymon latin ou français reste ainsi visible, ce qui permet une plus grande cohérence visuelle en gardant un lien entre la forme à cédille dérivée et le radical dont elle est issue. De cette manière, lança et lançons restent clairement et visuellement rattachés au radical lanc- /lãs/ de lancer, lance, etc. De même reçu garde un lien avec recevoir. À l’inverse, si l’on doit, devant les voyelles graphiques e, i et y, obtenir le son /k/, on utilise un u en fonction de lettre diacritique à la suite du c : accueil.
Utilisée comme diacritique détaché de son c, la cédille a été étendue à d'autres lettres, dans d'autres langues, à partir du XIXe siècle.

### Chronologie d'apparition de la cédille
- Avant le IXe siècle occurrences de la cédille wisigothique (ʒ) qui s'abrègera en ç au XIe siècle.
- Parallèlement, le e cédillé paléographique (e caudata) est attesté dès le VIe siècle.
- IXe siècle Cantilène de sainte Eulalie : hapax du z diacritique destiné à s'abréger en ç, présent dans la forme czo.
- 1480 : naissance de Geoffroy Tory à Bourges.
- Avant 1500 : les imprimeurs espagnols et portugais créent des fontes d'imprimerie pour la cédille ; ces dernières passent en France par Toulouse.
- 1509 : Tory innove dans l'imprimerie latine (cédilles aux e des verbes emere, contendere).
- 1529 (achevé en 1526) : Tory défend l'introduction de la cédille en français dans Champ fleury.
- début 1530 : Tory introduit la cédille dans Le sacre et le coronnement de la Royne, imprime par le commandement du Roy nostre Sire.
- 7 juin 1533 : publication de la quatrième édition de L'Adolescence clémentine, par Tory, ce qui représente une importante diffusion de la cédille.
- Octobre 1533 : mort de Geoffroy Tory.
- XVIIIe siècle : la cédille disparaît d'Espagne ; elle est utilisée par tous les imprimeurs de France. Nicolas Beauzée propose sa généralisation à la place des s. Les essais de réformes de l'orthographe seront nombreux ; on demandera tantôt l'abandon de la cédille, tantôt sa généralisation, mais ce diacritique, imposé avec succès par Tory juste avant sa mort en 1533, conservera les mêmes règles d'utilisation jusqu'à aujourd'hui.

### Étymologie
Bien que la cédille soit apparue dans les manuscrits français dès le IXe siècle et dans l'imprimerie française dès 1530, le mot cédille n'est attesté qu'en 1611 sous une forme altérée cerille, puis cédille en 1654-1655. Le mot cerilla fut cependant emprunté à l'espagnol dès 1492, et la forme cedilla est attestée en 1558. Le terme cedilla signifie en espagnol « petit z », et est le diminutif du nom de la lettre z en espagnol, zeda (inusité aujourd'hui, tout comme ceda, le nom actuel étant zeta) venant elle-même du latin zeta, du grec zêta, « sixième lettre de l'alphabet grec ». Le grec zêta est lui-même « emprunté au phénicien (Cf hébreu zajit, arabe zayn) ».
Dans son article de l’Encyclopédie, puis dans ses Œuvres, le terme cedilla a été par erreur interprété par Dumarsais en français comme « petit c » au lieu de « petit z », du fait de la forme de la cédille :

« Ce terme cédille vient de l'espagnol cedilla, qui signifie petit c ; car les Espagnols ont aussi, comme nous, le c sans cédille, qui alors a un son dur devant les trois lettres a, o, u ; et quand ils veulent donner le son doux au c qui précède l'une de ces trois lettres, ils y souscrivent la cédille, c'est ce qu'ils appellent c con cedilla, c'est-à-dire, c avec cédille. Au reste, ce caractère pourroit bien venir du sigma des Grecs figuré ainsi Ϛ, comme nous l'avons remarqué à la lettre c (sic) ; car le c avec cédille se prononce comme s au commencement des mots sage, second, si, sobre, sucre. »

## Usages actuels

### Dans les langues latines
On utilise en français, catalan, occitan (plus répandu dans la graphie classique) et portugais la cédille hispanique sous le c pour noter /s/ devant a, o et u. En catalan et occitan (graphie classique seulement), on utilise aussi -ç en fin de mot pour noter /s/, par exemple dans « dolç » (doux).
Le frioulan a un c cédille qui note [tʃ].

#### En roumain

T et s avec virgule souscrite et t et s avec cédille dans la police Times New Roman.

En roumain, la cédille est bien plus importante : Ș ș (anciennement : Ş ş) [ʃ], Ț ț (anciennement : Ţ ţ) [ts]. Après l'avoir été au moyen des caractères dits glagolitiques du slavon, jusqu'au XIXe siècle, le roumain s'écrit depuis en caractères latins. Son orthographe s'inspire alors fortement, pour une part, de celles de l'italien et du français, et pour une autre part (qui s'applique justement aux lettres porteuses de signes diacritiques) des usages de translittération proches de ceux de l'environnement balkanique du roumain. Les dernières réformes notables datent de 1953, puis des changements chaotiques qui ont suivi la fin du communisme. On y emploie normalement deux lettres diacritées d'une virgule souscrite.
En 2003, l’Académie roumaine spécifie que les lettres ș et ț ont le même signe diacritique : une virgule placée à une courte distance sous les lettres s et t et non pas une cédille.
Les normes ISO/CEI 8859-2 et Unicode (entre autres) ayant au départ considéré que la virgule souscrite du roumain n'était qu'une variante graphique de la cédille, c'est l'usage de s cédillé (U+015E, U+015F) qui s'est imposé en informatique, d'autant plus qu'il existe en turc (ce qui permettait de ne créer qu'un jeu de caractères ISO pour ces deux langues). Le t cédillé (U+0162, U+0163), cependant, est le plus souvent resté représenté comme un t à virgule souscrite, pour des raisons principalement esthétiques : de fait, les polices actuelles sont le plus souvent dotée d'un s à cédille et d'un t à cédille tracée comme une virgule.
Unicode distingue maintenant les deux caractères, comme on peut le voir ci-contre. Les caractères nommés « lettre latine s virgule souscrite » (U+0218 pour la majuscule et U+0219 pour la minuscule) et « lettre latine t virgule souscrite » (U+021A et U+021B) sont préférés dans une typographie soignée.
Les deux lettres à virgule (ou cédille) souscrite du roumain sont considérées, pour le classement alphabétique, comme des lettres distinctes, classées après s et t.

### Dans les langues turques
Çç [tʃ], Şş [ʃ].
Les deux lettres sont utilisées dans l'orthographe du turc depuis la romanisation adoptée le 1er novembre 1928. Elles sont considérées comme des lettres distinctes, classées respectivement après c et s et non comme des variantes de ces dernières. Il est possible que l'utilisation de ç pour [t͡ʃ] soit inspirée par l'usage de l'albanais, tandis que ş imite l'usage roumain.
L'alphabet turkmène, adopté en 1991 lors de l'indépendance du Turkménistan, est largement inspiré de l'alphabet occidental, et plus particulièrement turc ; comme en turc, on a Çç [tʃ] et Şş [ʃ].

#### En azéri
Çç [t͡ʃ]
Şş [ʃ]
En azéri, la cédille est utilisée, par exemple dans içmək [ˈit͡ʃmæk], « boire », danışmak [daniʃmak] « consulter ».

#### En tatar
Dans l'alphabet latin tatar Jaᶇalif (Yañalif) ou Yañalatinitsa (« l'alphabet latin nouveau »), qu'est adopté en 1999 et s'emploie habituellement dans l'Internet, deux lettres avec la cédille sont utilisées :
Çç [ɕ], [t͡ʃ] ou [t͡s]
Şş [ʃ]
Dans la langue tatar littéraire (en Kazan) la lettre ‹ ç › est prononcée [ɕ], et la ‹ c › est [ʑ]. Dans l'ouest et le sud de la zone tatarophone (Mişär), la ‹ ç › est [t͡ʃ], ou [t͡s] dans le nord, et la ‹ c › est [d͡ʒ].
En Sibérie, dans l'est de la zone tatarophone, la ‹ ç › est [ts], et la ‹ c › est [ʒ].

### En albanais
Çç [tʃ].
On utilise, dans l'orthographe actuelle de l'albanais, adoptée en 1908 au Congrès de Monastir, la lettre ç pour noter [t͡ʃ].

### En letton
- Ģģ [ɟ]
- Ķķ [c]
- Ļļ [ʎ]
- Ņņ [ɲ]
- Ŗŗ [r]

Le letton utilise la cédille en forme de « virgule souscrite » pour noter la palatalisation des consonnes /g/, /k/, /l/, /n/ et /r/, que l'on écrit dans ce cas ģ, ķ, ļ, ņ et ŗ. Notez que cette cédille se place au-dessus du g minuscule pour des raisons de lisibilité et qu'elle peut alors prendre plusieurs formes, dont celle d'un guillemet courbe simple, d'une virgule renversée, d'un accent aigu, etc. Pour la majuscule G où le problème de lisibilité ne se pose pas, on laisse la cédille au-dessous : Ģ.

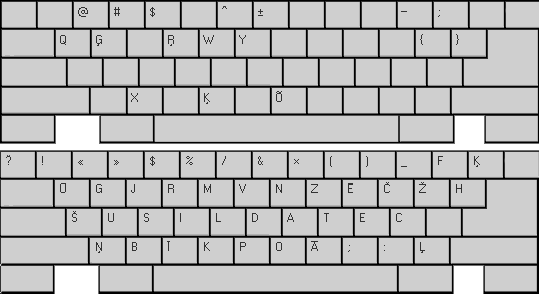
Disposition du clavier letton (rarement utilisé).

La prononciation du r et celle du ŗ ne se distinguant plus dans le letton standard, cette dernière lettre a été supprimée de l'orthographe durant les années d'occupation soviétique. Cette réforme de l'orthographe n'a généralement pas été acceptée par les Lettons exilés. À la nouvelle indépendance de la Lettonie en 1991, le ŗ n'a cependant pas été rétabli dans l'orthographe officielle.
L'orthographe du letton, issue de l'allemand, introduisit cédilles et ogoneks afin d'enrichir l'alphabet d'origine allemande ne suffisant pas à noter tous les sons lettons : par exemple, Ģ, Ķ, Ļ et Ņ notent encore aujourd'hui l'équivalent palatalisé de G, K, L et N. Jusqu'au début du XXe siècle, l'orthographe lettonne fut très irrégulière.

### Autres alphabets
Certains alphabets récents directement inspirés de l'alphabet latin y ont ajouté bon nombre de signes diacritiques afin de pallier l'inadéquation entre sons et lettres. Un exemple bien connu est le vietnamien, mais il n'utilise pas la cédille. En revanche, c'est le cas de l'alphabet marshallais par exemple, qui est un exemple remarquable d'alphabet créé par des linguistes étudiant cette langue.

#### En kurde
Çç [t͡ʃ]
Şş [ʃ]
En kurde, on a par exemple şer, « guerre », et piçûk, « petit ».

#### En marshallais
- Ļ, ļ notant /ɫ/
- m̧ notant /mʷ/
- Ņ, ņ notant /ɳ/
- o̧ notant /oː/

Le marshallais (langue malayo-polynésienne parlée dans les Îles Marshall) s'écrit avec un alphabet latin comprenant des lettres à cédille inhabituelles, l, m n et o, soit ļ, m̧, ņ et o̧. De ces lettres, seuls le l et n existent en tant que caractères précomposés pour Unicode (dans sa version 4). Les autres doivent être composés au moyen de la cédille diacritique sans chasse U+0327. On prendra garde à ne pas coder le o cédille par un o ogonek, ǫ.
D'après une grammaire fondamentale accessible en ligne, qui reste peu précise quant à la valeur phonétique des lettres à cédille, ļ correspondrait à /ɫ/, m̧ à /mʷ/ (/m/ labialisé), ņ à /ɳ/ (/n/ rétroflexe) et o̧ à une sorte de /oː/ (/o/ long). Ces informations ne sont cependant pas confirmées par un article consacré à la phonologie de cette langue, qui ne mentionne pas l'orthographe actuelle : par exemple, aucune consonne nasale bilabiale labialisée n'est recensée, aucune rétroflexe non plus qu'une quantité vocalique pertinente pour les voyelles.

#### Langues camerounaises
L’alphabet général des langues camerounaises recommande de ne pas utiliser des diacritiques au-dessus des graphèmes pour modifier la valeur phonétique et limite cet emplacement pour indiquer les tons. Il est donc recommandé d’utiliser des diacritiques au-dessous des graphèmes pour modifier la valeur phonétique. La cédille est un des diacritiques utilisés à cet effet dans la pratique où elle indique la nasalisation, notamment en dii, kako, karang, maka, mbodomo, mundani, pana et vute.
Les voyelles nasalisées indiquées avec la cédille sont :
- A̧, a̧ ;
- Ȩ, ȩ ;
- Ɛ̧, ɛ̧ ;
- Ə̧, ə̧ ;
- I̧, i̧ ;
- Ɨ̧, ɨ̧ ;
- O̧, o̧ ;
- Ɔ̧, ɔ̧ ;
- U̧, u̧.

#### Kinande
La cédille est utilisée en kinande pour indiquer l’avancement de la racine de langue lors de la prononciation d’une voyelle, notamment des voyelles i et u :
- I̧, i̧
- U̧, u̧.

#### Langues amérindiennes
Dans les orthographes de la New Tribes Mission (Misión Nuevas Tribus en espagnol) du jodï, du maco et celle du piaroa, la cédille est utilisée pour indiquer les voyelles nasalisées.

### Langues à ogoneks
Ne pas confondre cédille et ogonek, dont il n'est pas question dans cet article (l'ogonek est l'objet d'un article à part). Le navajo, l'apache, le polonais, ou comme dans cet exemple le lituanien, ne comportent pas de cédilles, mais des ogoneks (exemple du lituanien) :
- Ą, ą
- Ę, ę
- Į, į
- Ų, ų

### Transcription phonétique
Dans l'alphabet phonétique international, [ç] représente la consonne fricative palatale sourde. Ce son n'existe pas en français.
Alan Timberlake utilise la cédille pour indiquer la palatalisation des consonnes dans une grammaire russe publiée en 2004: ‹ p̧ b̧ ţ ḑ ķ ģ ç̆ ʒ̧̆ ş ş̆ x̧ v̧ z̧ z̧̆ m̧ ņ ļ ŗ ›.

## Transcription en ASCII et ISO 646
L'ASCII de base (version américaine de la norme ISO/CEI 646 codant les caractères de 0 à 127) ne contient pas de lettre avec diacritique. À l’époque où c'était souvent la seule page de code disponible, certains simulaient la cédille en plaçant une virgule derrière la lettre : par exemple, ils écrivaient « c,a » pour « ça ».
Toutefois, les variantes nationales de l’ISO 646 utilisent les quelques positions non invariantes de l’ISO 646 pour y placer des ponctuations et lettres diacritées supplémentaires :
- Ainsi la version française[44] (norme NF Z 62010-1982, déposée à l’ECMA par l’AFNOR) de l’ISO 646 code le c cédille en 124, en lieu et place du caractère | codé dans la version américaine.
- La version française plus ancienne[45] (norme NF Z 62010-1973, périmée depuis 1985) de l’ISO 646 imposait l’usage du caractère de contrôle retour arrière (BS, codé 8) pour superposer les caractères et simuler l’ajout d’un diacritique sauf sur les lettres diacritées déjà codées dans la variante nationale de l’ISO 646 ; ainsi, la cédille pouvait être codée < BS ; virgule > après un C majuscule.
- Les versions pour l’espagnol[46], le catalan et le basque (enregistrées à l’ECMA par IBM ou Olivetti) de l’ISO 646 code les c cédille majuscule et minuscule en 93 et 125 respectivement, au lieu des caractères ] et } de l’ASCII.
- Les versions portugaises[47],[48] (enregistrées à l’ECMA par IBM ou par Olivetti) de l’ISO 646 quant à elles codent les c cédille majuscule et minuscule en 92 et 124 respectivement, au lieu des caractères \ et | de l’ASCII.
- La version italienne[49] (enregistrée à l’ECMA par Olivetti) de l’ISO 646 quant à elle code le c cédille minuscule en 92, au lieu du caractère \ de l’ASCII.
- Les versions française, espagnole, portugaise, allemande[50] (norme DIN 66083), hongroise[51] (norme MSZ 7795/3), norvégienne[52] (norme NS 4551), suédoise[53] (norme SEN 850200 Annexe C), grecque[54] (ancienne norme ELOT de 1984, obsolète depuis 1986) de l’ISO 646 continuent de faire référence à la cédille comme représentation possible de la virgule (toutefois elles ne prescrivent rien au sujet de cet usage via un caractère de contrôle imposé).